# Embalse de Los Ángeles
El embalse de Los Ángeles está ubicado en el municipio de Vegas de Matute en la provincia de Segovia, comunidad autónoma de Castilla y León, España.
Este embalse privado de uso recreativo promovido por Jesús Gil es conocido su polémica gestión de caudal medioambiental, investigada por provocar recurrentes daños medioambientales en el cauce del río Moros, con habituales secados de alta mortandad de peces, cangrejos, náyades y degradación de la vegetación de ribera.
El embalse es atravesado por el Puente del río Moros, 56.º de mayor tamaño en España y de destacado interés arquitectónico.

## Localización

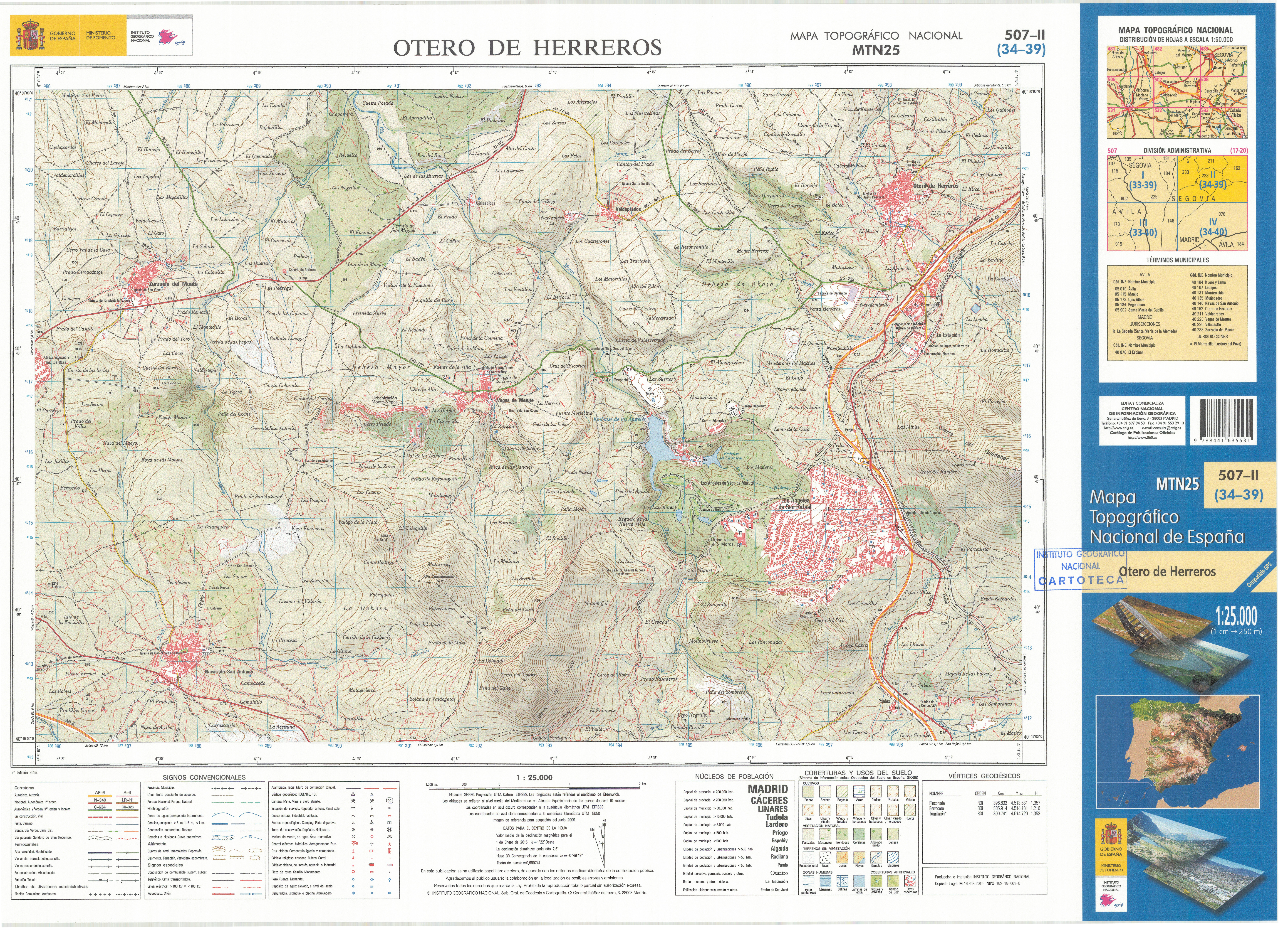
Fragmento 0507c2 de la hoja 508 del Mapa Topográfico Nacional de España de 2015 en el que se representa el embalse

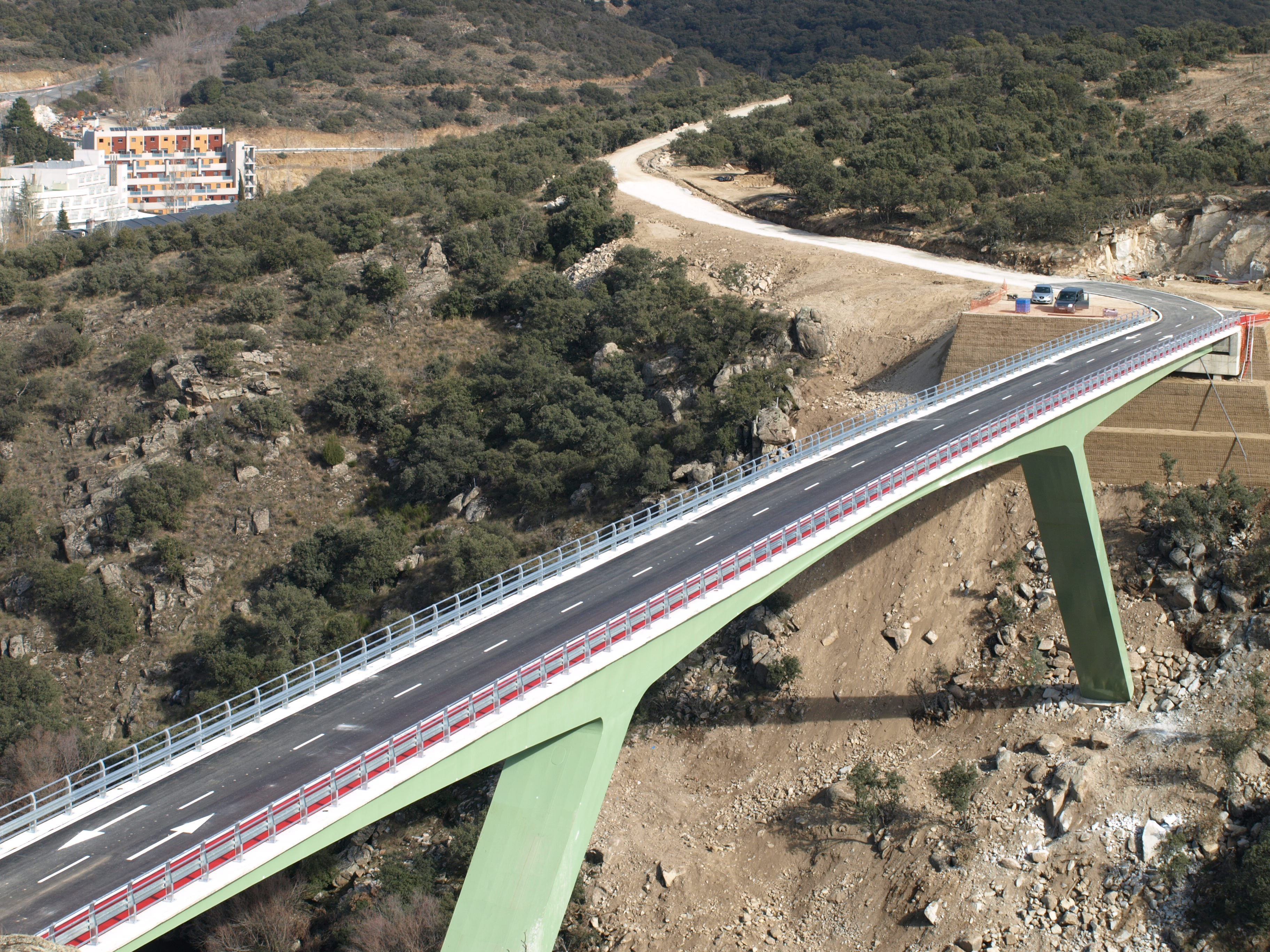
Puente del río Moros sobre el embalse

Fácilmente accesible por carretera, el embalse está situado en las estribación de la Presierra de Guadarrama en una zona arbolada muy próximo a los núcleos residenciales de Los Ángeles de San Rafael, dentro del municipio de El Espinar y su continuidad dentro de Vegas de Matute como Los Ángeles de Vegas de Matute.
Con un pequeño puerto deportivo al noreste, un área recreativa al oeste y varios muelles, el complejo hidráulico cuenta también con el Embalse del Carrascal de menor capacidad, situado a escasos metros al este del embalse principal.